# Bagdarin
Bagdarin (in russo  Багдари́н?, in buriato Сагаан Уула) è un villaggio della Russia asiatica, in Siberia Orientale. È situato nella Repubblica autonoma della Burazia e appartiene al rajon Bauntovskij ėvenkijskij del quale è il centro amministrativo. Fondato nel 1932, fu classificato come insediamento operaio nel 1973 e come insediamento rurale nel 1990.